# House on Haunted Hill (película de 1999)
House on Haunted Hill (traducida al español como "La Casa de la Colina Encantada") es el título de una película de terror dirigida en 1999 por el director estadounidense William Malone.
Esta película es un remake de la película del mismo nombre dirigida en 1959 por el director William Castle y protagonizada por Vincent Price.
A menudo, esta película es confundida con otro film de 1999 llamado La guarida protagonizado por Liam Neeson y Catherine Zeta-Jones, siendo esta también una versión de una película de 1963.

## Argumento
Steven H. Price (Geoffrey Rush) es un excéntrico millonario aficionado a montar siniestras atracciones para asustar a la gente. Su mujer Evelyn (Famke Janssen), con motivo de su cumpleaños, le pide a su marido que le prepare una "fiesta" en un lugar siniestro y le da una lista con los invitados. Price envía las invitaciones por correo electrónico, pero misteriosamente el ordenador no envía las invitaciones a las personas que Evelyn había elegido, sino a un grupo de desconocidos. Intrigados, deciden acudir a "La casa de la colina encantada", el lugar donde Price ha decidido celebrar el cumpleaños de su mujer. Nada más llegar, los invitados son recibidos por Pritchett (Chris Kattan), el dueño de la casa. Junto a él, los desconocidos invitados Eddie Baker (Taye Diggs), Jennifer Jenzen (Ali Larter), Melissa Marr (Bridgette Wilson) y el Dr. Donald Blackburn (Peter Gallagher) entran en el interior de la inquietante casa. Una vez dentro, y después de un pequeño susto a cargo de Price, el millonario les ofrece a los invitados un millón de dólares a cada uno a cambio de que consigan sobrevivir toda la noche en el interior de la casa. Todos aceptan, menos Pritchett que decide irse. Pero en ese momento todas las ventanas y la puerta principal de la casa se cierran herméticamente dejándolos encerrados en su interior.
Evelyn descubre que los invitados de su fiesta no son los que ella había invitado, y Pritchett responde que ha sido la casa la que los ha traído aquí. Pero Evelyn está convencida de que todo ha sido obra de su marido para arruinarle la fiesta. Resignados a pasar la noche ahí, Eddie y Jennifer (quien resultó ser Sara Wolfe, la secretaria de Jennifer Jenzen) intentan buscar una salida, pero pronto comienzan a suceder cosas extrañas en la casa. Melissa es la primera en desaparecer, pero gracias a su videocámara, Sara y los demás descubren que hay algo o alguien detrás de todo. Evelyn es la siguiente en morir electrocutada en una sala de tortura, y todos sospechan que es Price el causante de todo. Por ello lo encierran en el interior de una habitación. Creyéndose a salvo, Sara y Eddie buscan la forma de escapar, pero en una de las habitaciones, descubren que sus antepasados trabajaron en la casa, ya que antes era un hospital psiquiátrico donde se realizaban crueles experimentos con los pacientes. Todos murieron en un incendio que se produjo durante una revuelta de los internados contra los médicos en 1931, incluido el doctor Vannacut, que decidió cerrar herméticamente el hospital acabando con la vida de los pacientes y los trabajadores. Sara y Eddie comprenden que fue realmente la casa la que les trajo hasta aquí, ya que los antepasados de Jennifer Jenzen, Eddie y Melissa fueron los únicos que lograron escapar del incendio. 
Por otra parte, Blackburn inyecta una sustancia en Evelyn, y en ese momento se revela que la muerte de Evelyn era un montaje organizado por Evelyn junto con Blackburn para librarse de su marido. Una vez que Evelyn "vuelve a la vida", mata a Blackburn, al que ya no necesita para nada. Cuando Sara y Eddie descubren el cadáver de Blackburn, creen que ha sido Price quien le ha matado. Price, que ha logrado escapar de la habitación donde estaba encerrado, aparece confuso y con las manos llenas de sangre, por lo que Sara no duda en pegarle un tiro. Sara y Eddie se van con Pritchett a buscar una salida. Al mismo tiempo, Evelyn se acerca al cadáver de su marido, contenta de haber logrado su propósito. Pero Price coge a Evelyn de la mano y le dice que estaba al tanto de su complot con Blackburn para asesinarle. Price se quita el chaleco antibalas y se enzarza en una pelea con Evelyn. Pero durante la pelea, abren un agujero en la pared. De ese agujero emerge una especie de sombra al mismo tiempo que se escuchan voces y gritos. La sombra alcanza a Evelyn que muere al instante. Price, que descubre en ese momento el cuerpo mutilado de Melissa, huye pero el "mal" de la casa ya ha sido liberado y persigue a todos los que aún están vivos. Pritchett es el siguiente en morir. 
Finalmente Sara y Eddie llegan a un torreón donde hay un mecanismo que puede abrir las ventanas. La sombra les alcanza pero en el último momento Eddie grita que él es adoptado por lo que no tiene nada que ver con los acontecimientos del pasado. Así Pritchett aparece para ayudarles y logra activar el mecanismo. Sara y Eddie logran escapar con el dinero recaudado por los demás que "participaron" en el juego. Finalmente los supervivientes plantean como bajar de su posición justo antes de comenzar los créditos.